# 韩雪 (游泳运动员)
韩雪（1981年—）是一名中国女子游泳运动员，主攻自由泳。她在1996年夏季奥林匹克运动会中，参加了女子4×100米混合式接力比赛并获得铜牌。